# Vita Heine
Vita Heine Pētersone (* 21. November 1984 in Cēsis, Lettische SSR) ist eine ehemalige lettisch-norwegische Radrennfahrerin.

## Sportliche Laufbahn
Vita Heine wurde in Lettland geboren, wo sie auch aufwuchs; seit 2006 hat sie ebenfalls die norwegische Staatsbürgerschaft. Erst im Alter von 28 Jahren begann sie mit dem Radsport. Ab 2014 fuhr sie für das Team Hitec Products; bis 2017 arbeitete sie weiterhin in Teilzeit als Versicherungsmathematikerin. Die Reisen zu den Radrennen bezahlte sie in der Regel aus eigener Tasche und statt in Hotels übernachtete sie in einem Wohnmobil oder privat.
2011 belegte Heine bei der lettischen Meisterschaft im Einzelzeitfahren Platz drei, 2013 und 2014 Platz zwei. 2016 gewann sie das finnische Etappenrennen Naisten Etappiajot (NEA). 2016 und 2017 wurde sie zweifache norwegische Meisterin, im Einzelzeitfahren sowie im Straßenrennen, 2018 ein weiteres Mal nationale Straßenmeisterin. 2016 startete sie bei den Olympischen Spielen in Rio de Janeiro, wo sie im Straßenrennen 33. und im Einzelzeitfahren 25. wurde.
2018 belegte Heine jeweils Platz sechs beim Zeitfahrwettbewerb Chrono Champenois – Trophée Européen in Frankreich sowie bei dem thailändischen Etappenrennen Tour of Thailand. Bei den Straßenweltmeisterschaften in Innsbruck belegte sie im Einzelzeitfahren Platz Rang 24. Im Jahr 2019 gewann sie die Tour de Feminin – O cenu Českého Švýcarska sowie den Chrono Champenois – Trophée Européen. 2019 wurde sie erneut nationale Meisterin im Einzelzeitfahren und 2021 norwegische Straßenmeisterin. Zum Ende der Saison 2021 beendete sie ihre Radsportlaufbahn.

## Erfolge
2016
- Norwegische Meisterin – Einzelzeitfahren, Straßenrennen
- KZN Summer Series Race 2

2017
- Norwegische Meisterin – Einzelzeitfahren, Straßenrennen

2018
- Norwegische Meisterin – Straßenrennen

2019
- eine Etappe Tour of Uppsala
- eine Etappe Internationale Thüringen-Rundfahrt der Frauen
- Norwegische Meisterin – Einzelzeitfahren
- Gesamtwertung und eine Etappe Tour de Feminin – O cenu Českého Švýcarska
- Chrono Champenois – Trophée Européen

2021
- Norwegische Meisterin – Straßenrennen